# 구스코 부도리의 전기
《구스코 부도리의 전기》(일본어: グスコーブドリの伝記 구스코부도리노덴키[*])는 미야자와 겐지의 동화이다. 1932년 4월에 간행된 잡지 《아동문학》 제 2호에 발표됐다. 겐지의 대표적인 동화 중 하나이다. 1994년과 2012년 두 차례 애니메이션 영화화되었다.

## 같이 보기
- 《부도리의 꿈》 (2012년 영화)